# Prosopocera cylindrica
Prosopocera cylindrica es una especie de escarabajo longicornio del género Prosopocera, tribu Prosopocerini, familia Cerambycidae. Fue descrita científicamente por Aurivillius en 1903.
Se distribuye por Camerún y República Democrática del Congo. Mide 17-25 milímetros de longitud. Parte de su dieta se compone de plantas de la familia Euphorbiaceae.